# Edouard Chaudron
Edouard Alexis Ambroise Chaudron (Frasnes-lez-Gosselies, 12 november 1824 - 28 december 1894) was een Belgisch volksvertegenwoordiger.

## Levensloop
Chaudron was de zoon van notaris Jean-Louis Chaudron en van Pauline Soupart. Hij bleef vrijgezel.
Hij werd advocaat in Charleroi en vestigde zich in 1859 als notaris in Frasnes-lez-Gosselies, wat hij bleef tot aan zijn dood.
Hij werd gemeenteraadslid van Frasnes in 1860 en van 1861 tot aan zijn dood was hij burgemeester. Hij werd  provinciaal raadslid voor Henegouwen van 1876 tot 1890.
In 1890 werd hij verkozen tot liberaal senator voor het arrondissement Charleroi. Hij oefende het mandaat uit tot 21 oktober 1894, enkele weken voor zijn dood.